# Cannizzaro (månekrater)
Cannizzaro er et nedslagskrater på Månen. Det befinder sig på Månens bagside lige bag den nordvestlige rand. Det er et område, som lejlighedsvis bringes inden for synsvidde på grund af libration, men krateret ses da fra siden, så mange detaljer ikke kan observeres.
Det er opkaldt efter den italienske kemiker Stanislao Cannizzaro (1826 – 1910).
Navnet blev officielt tildelt af den Internationale Astronomiske Union (IAU) i 1970. 

## Omgivelser
Cannizzarokrateret ligger over den sydvestlige rand af den meget større bjergomgivne slette Poczobutt.

## Karakteristika
Dette er et nedslidt krater, hvis rand er blevet eroderet af nedslag. Adskillige af disse danner store indskæringer i randens side og danner indsnit, som er adskillige kilometer brede. Det mest fremtrædende af disse nedslag er et forholdsvis nyt lille krater, som ligger over den nordøstlige rand. Kraterbunden er næsten jævn med en lille central højderyg, som er forskudt lidt mod øst i forhold til kratermidten. Der er også adskillige små og ganske små kratere i kraterbunden.